# Діксон Арройо
Діксон Арройо (ісп. Dixon Arroyo, нар. 1 червня 1992, Гуаякіль) — еквадорський футболіст, півзахисник клубу «Барселона» (Гуаякіль).
Виступав, зокрема, за клуб «Емелек», а також національну збірну Еквадору.
Чемпіон Еквадору.

## Клубна кар'єра
У дорослому футболі дебютував 2010 року виступами за команду «Депортіво Кіто», в якій провів два сезони, взявши участь у 39 матчах чемпіонату. 
Згодом з 2012 по 2017 рік грав у складі команд «ЛДУ Лоха» та «Індепендьєнте дель Вальє».
Своєю грою за останню команду привернув увагу представників тренерського штабу клубу «Емелек», до складу якого приєднався 2018 року. Відіграв за гуаякільську команду наступні п'ять сезонів своєї ігрової кар'єри. Більшість часу, проведеного у складі «Емелека», був основним гравцем команди.
Протягом 2023 року захищав кольори клубу «Інтер» (Маямі).
До складу клубу «Барселона» (Гуаякіль) приєднався 2024 року. Станом на 7 жовтня 2024 року відіграв за гуаякільську команду 19 матчів в національному чемпіонаті.

## Виступи за збірні
У 2011 році залучався до складу молодіжної збірної Еквадору. На молодіжному рівні зіграв у 9 офіційних матчах, забив 1 гол.
У 2021 році дебютував в офіційних матчах у складі національної збірної Еквадору.
У складі збірної був учасником розіграшу Кубка Америки 2021 року у Бразилії.

## Титули і досягнення
- Чемпіон Еквадору (1):

«Депортіво Кіто»: 2011